# Fabronia schmidii
Fabronia schmidii är en bladmossart som beskrevs av C. Müller 1854. Fabronia schmidii ingår i släktet Fabronia och familjen Fabroniaceae. Inga underarter finns listade i Catalogue of Life.